# Softball-Bundesliga
Die 1999 gegründete Softball-Bundesliga ist die höchste deutsche Spielklasse im Fastpitch-Softball, in der jährlich der Deutsche Softballmeister der Damen ermittelt wird.

## Modus

### Reguläre Saison
Die Liga besteht aus zwei Gruppen, der 1. Bundesliga Nord und der 1. Bundesliga Süd, in denen in der Regel jeweils acht Mannschaften in einer Hin- und Rückrunde gegeneinander spielen. Die Spiele werden als Doubleheader ausgetragen, sodass die Mannschaften insgesamt viermal aufeinandertreffen. Die zwei bestplatzierten Mannschaften jeder Gruppe der regulären Saison spielen anschließend in den Play-offs um die Meisterschaft, die Mannschaften, welche die reguläre Saison auf den Plätzen 3 bis 6 abgeschlossen haben, spielen im Deutschlandpokal um den Einzug in den europäischen Pokalwettbewerb. Die Mannschaften auf den Plätzen 7 und 8 spielen im Rahmen eines Relegationsturniers mit den Mannschaften aus den Landesverbänden um den Verbleib in der Bundesliga.

### Play-offs
In der Play-off-Runde spielt der jeweils Erste der Nord- bzw. Südgruppe gegen den Zweiten der jeweils anderen Gruppe. Hierbei haben die in der regulären Saison schlechter platzierten Mannschaften für den ersten Doubleheader Heimrecht, die besser platzierten Mannschaften haben für Spiel 3 sowie für ein eventuelles Spiel 4 am selben Tag und für ein eventuell entscheidendes fünftes Spiel Heimrecht. Die zwei Sieger einer jeden Best-of-Five-Serie qualifizieren sich für das Finale, die beiden Verlierer spielen im Deutschlandpokal weiter. Das Finale wird ebenfalls als Best-of-Five-Series ausgetragen, auch hier entscheidet die Platzierung in der regulären Saison über das Heimrecht. Sollten die Teams gleichplatziert sein, hat in geraden Kalenderjahren der Süden Heimrecht, in ungeraden der Norden. Der Sieger ist Deutscher Meister und damit teilnahmeberechtigt für den Europapokal der Landesmeister der ESF, der Verlierer spielt im Deutschlandpokal weiter.

### Deutschlandpokal
Der Deutschlandpokal wird in mehreren Runden parallel zu den Play-offs um die deutsche Meisterschaft ausgetragen. Die Runden werden im Modus Best-of-Three beim Besserplatzierten nach Hin-/Rückrunde ausgetragen. Sollten Teams aufeinander treffen, die nach der Hin-/Rückrunde gleich platziert waren, dann hat auch hier in geraden Jahren der Süden Heimrecht, in ungeraden Jahren der Norden. Nachschlagrecht in Spiel 1 der Serie hat die schlechter platzierte und in Spiel 2 und ggf. Spiel 3 die besser platzierte Mannschaft. Im Finale des Deutschlandpokals hat der Verlierer des DM-Finales Nachschlagrecht.
In der ersten Runde spielt der jeweils Dritte der Nord- bzw. Südgruppe gegen den Sechsten der jeweils anderen Gruppe; ebenso spielen die Viert- und Fünftplatzierten über Kreuz. In der zweiten Runde spielt der Sieger der Serie 1 gegen den Verlierer der Serie 3 bzw. der Sieger der Serie 2 gegen den Sieger der Serie 4. In der dritten Runde steigen die Verlierer aus den Play-off-Halbfinals mit ein und spielen gegen die jeweiligen Seriensieger. Die Sieger dieser Serien spielen im Halbfinale des Deutschlandpokals (4. Runde) anschließend die Mannschaft aus, die im Rahmen des Jugendländerpokals auf den Verlierer des DM-Finales trifft. Der Sieger aus dieser 5. Runde ist Deutschlandpokalsieger und teilnahmeberechtigt für den Europapokal der Pokalsieger der ESF.

## Geschichte

### Saison 2007
In der Saison 2007 fand das Finalturnier um die deutsche Meisterschaft am 22. und 23. September in Ratingen statt. Die Titelverteidiger der Mannheim Tornados konnten sich als einziges Team der Bundesliga Süd qualifizieren, aus der Bundesliga Nord nahmen die Hamburg Knights, die Brauweiler Raging Abbots sowie die Neunkirchen Nightmares teil.
Während Neunkirchen all seine Gruppenspiele verlor, gewannen die restlichen Teams jeweils zwei Spiele bei einer Niederlage, sodass es nach den Gruppenspielen zu einem Three-Way-Tie kam. Da Brauweiler in der Tabelle der drei besten Mannschaften mit acht Runs die wenigstens Runs abgab, waren die Raging Abbots als Gruppensieger direkt für das Finale qualifiziert, in dem sie auf die Mannheimerinnen trafen, die im Clinchgame 2:0 gegen Hamburg gewannen. Mannheim konnte im Anschluss auch das Finale mit 4:1 gewinnen und errang so den Titel des Deutschen Softballmeisters 2007.

### Saison 2008
In der Saison 2008 konnten sich die Mannheim Tornados, die Haar Disciples, die Hamburg Knights sowie die Neunkirchen Nightmares für das Finalturnier am 20. und 21. September 2008 in Mannheim qualifizieren. Die Haar Disciples mussten sich nach drei Niederlagen mit dem 4. Platz zufriedengeben, während die Neunkirchen Nightmares im Halbfinale die Mannheim Tornados bezwangen und so ins Finale gegen die in der Gruppenphase ungeschlagenen Hamburg Knights einzogen. Dieses Finale gewannen die Hamburg Knights mit 6:0 und gewannen damit die deutsche Softballmeisterschaft 2008.

### Saison 2009
Das Endspiel des Finalwochenendes der Saison 2009 wurde zwischen den Neunkirchen Nightmares und den Mannheim Tornados ausgespielt, das die Mannheimerinnen mit 5:1 für sich entscheiden konnten und damit zum neunten Mal Deutscher Softballmeister wurden.

### Saison 2011
In der Saison 2011 fand das Finalturnier um die deutsche Meisterschaft am 24. und 25. September in Ratingen statt. Aus der Bundesliga Nord qualifizierten sich der Titelverteidiger Wesseling Vermins und die Neunkirchen Nightmares, aus der Bundesliga Süd nahmen die Mannheim Tornados und die Haar Disciples teil. In der Neuauflage des Finales aus dem Jahre 2009 standen sich die Mannheimer Tornados und die Neunkirchen Nightmares im Endspiel gegenüber. Die Wirbelwinde aus Mannheim konnten sich trotz eines 0:5 Rückstandes nach dem ersten Inning noch mit 9:5 durchsetzen und sicherten sich so den 10. Meistertitel der Vereinsgeschichte. Die Mannheimer Tornados blieben in allen 31 Spielen der Saison 2011 ungeschlagen. Bei der Siegerehrung wurde die Tornados-Spielerin Karin Lorenz geehrt, die an diesem Wochenende ihre 20. deutsche Softballmeisterschaft bestritten hat.